# 양자 조화 진동자
양자 조화 진동자(量子調和振動子, 영어: quantum harmonic oscillator)는 양자 물리계의 하나로, 고전적 조화 진동자를 양자화하여 얻는다. 양자역학에서 해석적으로 풀 수 있는 몇 안되는 계 가운데 하나다.

## 1차원 양자 조화 진동자

### 퍼텐셜
1차원 양자 조화 진동자의 퍼텐셜은 다음과 같다.
{\displaystyle V(x)={\frac {1}{2}}kx^{2}={\frac {1}{2}}m\omega ^{2}x^{2}}.
여기서 {\displaystyle k}는 용수철 상수이고, {\displaystyle \omega }는 퍼텐셜에 갇힌 입자의 운동의 각진동수이다. {\displaystyle m}은 입자의 질량이다.

## 에너지 고유 상태

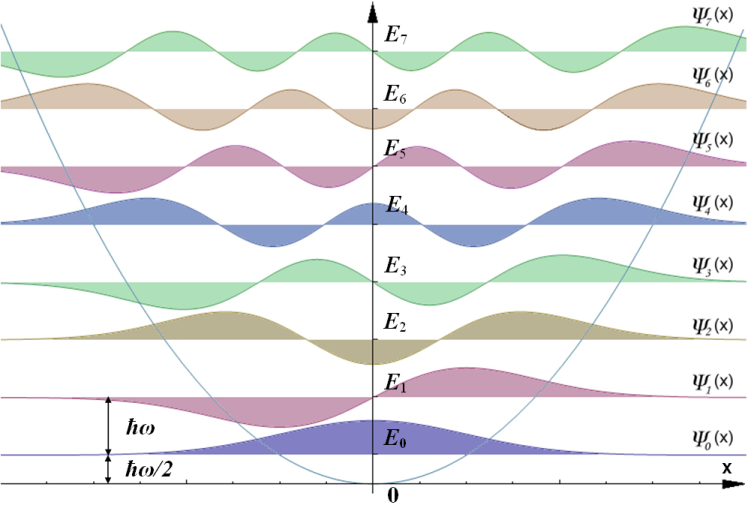
양자 조화 진동자의 n=0~7인 경우에 대한 파동함수. (표준화되어 있지 않다.)

시간에 무관한 슈뢰딩거 방정식 (시간독립 슈뢰딩거 방정식, Time-Independent Schrödinger Equation)을 풀면 다음과 같은 에너지 고유 상태 {\displaystyle |n\rangle }와 에너지 준위 {\displaystyle E_{n}}을 얻는다.
{\displaystyle \langle x|n\rangle =\psi _{n}(x)=N_{n}\cdot H_{n}\left({\sqrt {\alpha }}x\right)\cdot e^{-{\frac {\alpha x^{2}}{2}}}={\frac {1}{(2^{n}\,n!)^{1/2}}}\left({\frac {\alpha }{\pi }}\right)^{1/4}\cdot H_{n}\left({\sqrt {\alpha }}x\right)\cdot e^{-{\frac {\alpha x^{2}}{2}}}}
{\displaystyle E_{n}=\hbar \omega \left(n+{1 \over 2}\right)}.
여기서,
{\displaystyle H_{n}(x)\;} : 에르미트 다항식
{\displaystyle \alpha =\left({mk \over \hbar ^{2}}\right)^{1/2}={m\omega  \over \hbar }}
{\displaystyle n=0,1,2,3,\ldots \;}
이다.

### 해석적인 풀이
1차원에서 시간에 무관한 슈뢰딩거 방정식은 다음과 같다.
{\displaystyle -{\frac {\hbar ^{2}}{2m}}{\frac {d^{2}\psi (x)}{dx^{2}}}+{1 \over 2}m\omega ^{2}x^{2}\psi (x)=E\psi (x)}
{\displaystyle \hbar }: 디랙 상수 {\displaystyle h/2\pi }
{\displaystyle m}: 진동자의 질량
{\displaystyle \psi (x)}: 진동자의 파동함수
{\displaystyle E}: 진동자의 에너지
여기에 다음과 같은 변수 변환
{\displaystyle \epsilon ={2E \over \hbar \omega }}
{\displaystyle y={\sqrt {m\omega  \over \hbar }}x={\sqrt {\alpha }}x}
를 취하면 다음의 방정식을 얻는다. (이는 방정식에 나타난 물리량을 단위가 없는 양으로 바꾸기 위함이다.)
{\displaystyle {\frac {d^{2}\psi (y)}{dy^{2}}}+(\epsilon -y^{2})\psi (y)=0}
지금 당장 이 형태는 풀기 어렵다. 따라서, 평형점(x=0)으로부터 한없이 멀리 떨어진 곳에서의 파동함수의 거동을 살펴보자. (이렇게 하면 해를 구하는 과정에서 x → ∞ 이면 파동함수의 함수값이 0 이 되어야 한다는 양자역학의 통계적 해석에 관한 기본 조건이 풀이에 자연스럽게 이용된다.) 이 경우, 상수인 ε에 비해 y는 매우 커지므로(x → ∞ 이면 y → ∞), 위 식의 두 번째 항에서 ε항을 무시할 수 있다. 그러면,
{\displaystyle {\frac {d^{2}\psi _{0}(y)}{dy^{2}}}-y^{2}\psi _{0}(y)=0}
의 간단한 방정식을 얻는다. 이 방정식의 해는 실제 파동함수가 x → ∞ 일 때 원래의 해가 점근적으로 수렴해 가는 함수이다. 이 미분 방정식을 풀면
{\displaystyle \psi _{0}(y)=e^{-{y^{2} \over 2}}}
를 얻는다. 그런데 이는 x 가 한없이 큰 곳에서의 해이므로, 실제 슈뢰딩거 방정식의 해는 특정 함수가 곱해진 형태인 다음과 같은 형태의 함수일 것이라 생각해볼 수 있다.
{\displaystyle \psi (y)=h(y)e^{-{y^{2} \over 2}}}
따라서 이 함수를 시험해로 사용하여 슈뢰딩거 방정식에 대입하여 정리하면 다음과 같은 새로운 미분방정식을 얻는다.
{\displaystyle {\frac {d^{2}h(y)}{dy^{2}}}-2y{\frac {dh(y)}{dy}}+(\epsilon -1)h(y)}
위 방정식을 급수해 풀이법으로 풀면, 그 해로 에르미트 다항식 H(y)를 얻는다.
{\displaystyle h(y)=H(y)\;}
이를 표준화를 시키면 앞의 표준화 상수 Nn를 구할 수 있고, 다시 y와 ε을 역변환하면 아래의 양자 조화 진동자 파동함수를 얻는다.
{\displaystyle \psi _{n}=N_{n}\cdot H_{n}\left({\sqrt {\alpha }}x\right)\cdot e^{-{\frac {\alpha x^{2}}{2}}}={\frac {1}{(2^{n}\,n!)^{1/2}}}\left({\frac {\alpha }{\pi }}\right)^{1/4}\cdot H_{n}\left({\sqrt {\alpha }}x\right)\cdot e^{-{\frac {\alpha x^{2}}{2}}}\,}

### 대수적인 풀이
양자 조화 진동자의 에너지 고유 상태와 에너지 준위의 주요한 성질은 미분 방정식을 직접 풀지 않아도 대수적인 방법으로 유추할 수 있다.
해밀토니언을 다음과 같이 인수분해하자.
{\displaystyle H={\frac {1}{2}}m\omega ^{2}x^{2}+{\frac {1}{2m}}p^{2}}
{\displaystyle ={\frac {1}{2}}\left((\omega {\sqrt {m}}x-ip/{\sqrt {m}})(\omega {\sqrt {m}}x+ip/{\sqrt {m}})+\hbar \omega \right)}
{\displaystyle =(a^{\dagger }a+{\frac {1}{2}})\hbar \omega }.
여기서
{\displaystyle a={\frac {1}{\sqrt {2}}}\left(\omega {\sqrt {m}}x+ip/{\sqrt {m}}\right)}
{\displaystyle a^{\dagger }={\frac {1}{\sqrt {2}}}\left(\omega {\sqrt {m}}x-ip/{\sqrt {m}}\right)}
는 사다리 연산자이다. 이들은 에르미트 연산자가 아니므로, 관측 가능량이 아니다.
다음과 같이 입자수 연산자(粒子數演算子, particle-number operator) {\displaystyle N}을 정의하자.
{\displaystyle N=a^{\dagger }a}.
이는 에르미트 연산자이다. 따라서 그 고유 기저를 {\displaystyle |n\rangle }이라고 적자. 즉
{\displaystyle N|n\rangle =n|n\rangle }
이다.
{\displaystyle \langle \psi |N|\psi \rangle =(\langle \psi |a^{\dagger })(a|\psi \rangle )=\left|a|\psi \rangle \right|^{2}}
이므로, {\displaystyle N}의 고윳값은 음이 아닌 실수다.
입자수 연산자와 사다리 연산자의 교환자는 다음과 같다.
{\displaystyle [a,a^{\dagger }]=1}
{\displaystyle [a,N]=a}
{\displaystyle [a^{\dagger },N]=-a^{\dagger }}.
따라서
{\displaystyle Na|n\rangle =a(N-1)|n\rangle =(n-1)a|n\rangle }
이므로,
{\displaystyle a|n\rangle \propto |n-1\rangle }
이다. 마찬가지로,
{\displaystyle a^{\dagger }|n\rangle \propto |n+1\rangle }
임을 보일 수 있다. 즉, {\displaystyle a}는 {\displaystyle N}의 양자수를 1 감소시키고, {\displaystyle a^{\dagger }}는 {\displaystyle N}의 양자수를 1 증가시킨다. 이 때문에 {\displaystyle a^{\dagger }}를 생성 연산자(生成演算子, creation operator), {\displaystyle a}를 소멸 연산자(消滅演算子,annihilation operator)라고 부른다.
그 비례 상수는 다음과 같이 계산할 수 있다.
{\displaystyle n=\langle n|N|n\rangle =\left|a|n\rangle |\right|^{2}}.
따라서
{\displaystyle a|n\rangle ={\sqrt {n}}|n-1\rangle }
이다. 마찬가지로,
{\displaystyle n+1=\langle n|(N+1)|n\rangle =\left|a^{\dagger }|n\rangle \right|^{2}}
이므로,
{\displaystyle a^{\dagger }|n\rangle ={\sqrt {n+1}}|n+1\rangle }
이다.
이에 따라,
{\displaystyle a^{k}|n\rangle ={\sqrt {n(n-1)(n-2)\cdots (n-k+1)}}|n-k\rangle }
이다. 만약 {\displaystyle n}이 정수가 아니라면, {\displaystyle k>n}일 때 음의 고윳값 {\displaystyle n-k}을 가진 고유벡터 {\displaystyle |n-k\rangle }가 존재하게 된다. 그러나 {\displaystyle N}의 고윳값은 항상 음이 아닌 실수이므로, {\displaystyle n}은 항상 정수이다. 즉, {\displaystyle N}의 고윳값은 항상 음이 아닌 정수이고, 바닥 상태 {\displaystyle |0\rangle }로부터 다음과 같이 나타낼 수 있다.
{\displaystyle |n\rangle ={\frac {(a^{\dagger })^{n}}{\sqrt {n!}}}|0\rangle }.
입자수 {\displaystyle N}의 고윳값이 음이 아닌 정수이므로, 해밀토니언 {\displaystyle H=\hbar \omega (N+1/2)}의 고윳값(에너지 준위) {\displaystyle E_{n}}은 다음과 같다.
{\displaystyle E_{n}=\hbar \omega (n+1/2)}.

## 참고 문헌
- Sakurai, Jun John (1994). 《Modern Quantum Mechanics》 (영어). Addison-Wesley. ISBN 0-201-53929-2.

## 같이 보기
- 상자 속 입자
- 퍼텐셜 우물
- 조화 진동자
- 결맞는 상태
- 글라우버-수다르샨 표현